# اريك ماير (موسيقي)
اريك ماير (بالإنجليزية: Eric Meyer)‏ هو موسيقي وعازف قيثارة أمريكي، ولد في 23 أغسطس 1966 في لونغ بيتش في الولايات المتحدة.

## وصلات خارجية
- اريك ماير على موقع ميوزك برينز (الإنجليزية)
- اريك ماير على موقع ديسكوغز (الإنجليزية)